# Micropteropus intermedius
Micropteropus intermedius је врста слепог миша из породице великих љиљака (Pteropodidae). 

## Распрострањење
Врста је присутна у Анголи и ДР Конгу.

## Станиште
Врста Micropteropus intermedius има станиште на копну.

## Угроженост
Подаци о распрострањености ове врсте су недовољни.

### Популациони тренд
Популациони тренд је за ову врсту непознат.